# 14572 Armando
14572 Armando è un asteroide della fascia principale. Scoperto nel 1998, presenta un'orbita caratterizzata da un semiasse maggiore pari a 2,2787524 UA e da un'eccentricità di 0,1055477, inclinata di 7,60986° rispetto all'eclittica.